# Polimorfismo ordine-disordine
Polimorfismo ordine-disordine in mineralogia è quel tipo di reazione polimorfa che si osserva frequentemente nelle leghe metalliche ma si verifica anche nei minerali.
Per comprendere questo tipo di trasformazione occorre notare in anticipo che l'ordine perfetto si ottiene solamente allo zero assoluto (temperatura di -273,15 °C). Un progressivo incremento di temperatura disturba l'ordine perfetto di una struttura cristallina o reticolare, sino ad una temperatura elevata alla quale si raggiunge uno stato totalmente disordinato o statisticamente casuale.
Per questo motivo non vi è un punto preciso di transizione fra lo stato di ordine perfetto ed il disordine completo. In uno stato di ordine perfetto gli atomi del reticolo cristallino sono disposti in siti cristallografici specifici e fissi. Alle alte temperature, vicine ma al di sotto del punto di fusione di una sostanza, gli atomi (o ioni) tendono ad essere sempre più disordinati e sono pronti a staccarsi dalla struttura. 
Il lento raffreddamento di una struttura di una minerale consentirà agli ioni distribuiti statisticamente (alle alte temperature) di selezionare siti specifici nella struttura ed acquisire una distribuzione più ordinata.
Un esempio mineralogico di polimorfismo ordine-disordine è rappresentato dal feldspato potassico (KAlSi3O8, nel quale l'alluminio occupa una posizione strutturale identica al silicio e lo sostituisce nella struttura reticolare.
La forma di alta temperatura, il sanidino, ha una distribuzione disordinata dell'alluminio all'interno della struttura reticolare. Gli strati di ordinamento intermedio (che sono equivalenti a disordine intermedio) sono presenti fra la fase di alta temperatura (il sanidino appunto) e quella di bassa temperatura, il microclino.
Esempi di minerali polimorfi e loro caratteristiche:
| Composizione | Minerale       | Sistema cristallino | Gruppo spaziale | Durezza | Peso specifico |
| C            | Diamante       | Cubico              | Fd3m            | 10      | 3,52           |
| "            | Grafite        | Esagonale           | P63/mmc         | 1       | 2,23           |
| FeS2         | Pirite         | Cubico              | Pa3             | 6       | 5,02           |
| "            | Marcasite      | Ortorombico         | Pnnm            | 6       | 4,89           |
| CaCO2        | Calcite        | Romboedrico         | R3c             | 3       | 2,71           |
| "            | Aragonite      | Ortorombico         | Pnam            | 3,5     | 2,94           |
| SiO2         | Quarzo-α       | Trigonale           | P3121           | 7       | 2,65           |
| "            | Quarzo-β       | Esagonale           | P6222           | 7       | 2,53           |
| "            | Tridimite-β    | Esagonale           | P63/mmc         | 7       | 2,20           |
| "            | Tridimite-α    | Ortorombico         | C2221           | 7       | 2,26           |
| "            | Cristobalite-β | Cubico              | Fd3m            | 6,5     | 2,20           |
| "            | Cristobalite-α | Tetragonale         | P41212          | 6,5     | 2,32           |
| "            | Coesite        | Monoclino           | C2/c            | 7,5     | 3,01           |
| "            | Stishovite     | Tetragonale         | P42/mnm         | 7,5     | 4,30           |